# Структурализам
Структурализам (лат. structura — састав, склоп, грађа) методолошки је приступ и истраживачки поступак у друштвеним наукама, који се развио 60-их година XX века у Европи. Проистекао је из лингвистичких теорија Фердинанда де Сосира и културних теорија Клод Леви-Строса и служи као основа за истраживање лингвистичких, социјалних, етичких и културних целина.
Структуралисти у социологији критиковали су пренаглашену улогу човека у друштвеним догађањима.
До касних 1960-их, многа основна начела структурализма нашла су се на удару новог таласа претежно француских интелектуалаца/филозофа као што су историчар Мишел Фуко, Жак Дерида, марксистички филозоф Луј Алтисер и књижевни критичар Ролан Барт. Иако се елементи њиховог рада нужно односе на структурализам и на основу њега се заснивају, ови теоретичари су на крају почели да се називају постструктуралистима. Многи заговорници структурализма, попут Лакана, настављају да утичу на континенталну филозофију и многе од основних претпоставки неких од постструктуралистичких критичара структурализма су наставак структуралистичког мишљења.

## Структура
Појам структуре кључан је за структурализам, али није настао заједно са њим. Води порекло из лингвистике, где се првенствено и употребљавао. Најопштија дефиниција појма је: „Структура је целина коју творе солидарне појаве, тако да свака зависи од других и може бити оно што јесте само по односу према њима”. То би значило да структура представља скуп међусобно зависних и уско повезаних сложених појава и да се свака може одредити на основу односа према другим појавама из те структуре.
Другу, мање-више сличну дефиницију дао је Жан Пијаже и она гласи: “О структури говоримо онда кад су елементи повезани у целину која, као таква, има своје специфичне карактеристике и кад су особине елемената, од којих је та целина састављена, сасвим или делимично зависне од особина те целине”. Дакле, да би нешто било структура, његови елементи морају бити мање или више међусобно повезани.

## Историја и позадина
Структурализам је двосмислен термин који се односи на различите школе мишљења у различитим контекстима. Као такав, покрет у хуманистичким и друштвеним наукама који се зове структурализам односи се на социологију. Емил Диркем је засновао свој социолошки концепт на 'структури' и 'функцији', а из његовог рада је произашао социолошки приступ структуралног функционализма.
Осим Диркемове употребе термина структура, семиолошки концепт Фердинанда де Сосира постао је фундаменталан за структурализам. Сосир је замишљао језик и друштво као систем односа. Његов лингвистички приступ био је и оповргавање еволуционе лингвистике.
Током 1940-их и 1950-их, егзистенцијализам, какав је заступао Жан-Пол Сартр, био је доминантни европски интелектуални покрет. Структурализам је постао истакнут у Француској у јеку егзистенцијализма, посебно 1960-их. Почетна популарност структурализма у Француској довела је до његовог ширења широм света. До раних 1960-их, структурализам као покрет је постајао сам по себи, а неки су веровали да нуди јединствен приступ људском животу који ће обухватити све дисциплине.
Руски функционални лингвиста Роман Јакобсон био је кључна фигура у прилагођавању структуралне анализе дисциплинама изван лингвистике, укључујући филозофију, антропологију и теорију књижевности. Јакобсон је пресудно утицао на антрополога Клода Леви-Строса, чијим се радом први пут појавио термин структурализам у односу на друштвене науке. Леви-Стросов рад је заузврат довео до структуралистичког покрета у Француској, који се такође назива француски структурализам, који је утицао на размишљање других писаца, од којих се већина одрекла да су део овог покрета. Ово је укључивало писце као што су Луј Алтисер и психоаналитичар Жак Лакан, као и структурални марксизам Никосa Пуланцаса. Ролан Барт и Жак Дерида су се фокусирали на то како би структурализам могао да се примени на књижевност.
Сходно томе, такозваном „бандом четворице“ структурализма сматрају се Леви-Строс, Лакан, Барт и Мишел Фуко.

## Развој структурализма
У досадашњем развоју структурализма могу се разликовати три фазе. Прве две припадају класичном облику структурализма, који представници француске филозофске авангарде сматрају прошлошћу, а трећа, данашња, је такозвани постструктурализам, који се већ приближава своме крају и преласку на тзв. мишљење разлике. Прекретница у развоју структурализма је мај 1968. године у Француској.
У првој, предфилозофској фази свога развоја, структурализам се јавио и утврдио као нови научни метод у посебним научним дисциплинама- лингвистици (структурална лингвистика Фердинанда де Сосира), поетици, литерарној теорији и естетици (руска формалистичка школа), етнологији (анализа митова, структурна антропологија Клод Леви-Строса), психоанализи (Жак Лакан), генетици итд.
Највећи утицај на развој структурализма имао је Фердинанд де Сосир, у области лингвистике, тачније семиологије. Доказ да структурализам води порекло из лингвистике је то да је структура, главни теоријски појам структурализма, прво коришћена у лингвистици, семиологији, као назив за систем знакова, а не у биолошком, физичком, психолошком или социолошком смислу.
У другој, филозофској фази развоја структурализма разликују се две етапе:
- критичка
- конститутивна

У критичкој фази, структурализам првенствено представља критику статуса субјекта тј. приоритет човека у различитим областима друштвених наука (етнологији, лингвистици, психоанализи итд.) и доказује да је човек, његов начин размишљања, поступци и живот уопште део исте организационе шеме и да је зависан од истих категорија као и научни и технички свет, који је и једини стварни свет.
У конститутивној фази структурализма, он прелази у изградњу чврсто повезаних теоријских склопова заснованих на јединственој методологији, који би требало да га заснују као правац. Представници те фазе структурализма били су Клод Леви-Строс и његове „Методологике”, Фукоове “Речи и ствари” и “Археологија знања” и Алтхусеово читање Марксовог „Капитала”.
Паралелно са тим, појавиле су се и критике самог структурализма и то највише од стране егзистенцијалиста (Сартрова критика структурализма као “последње баријере коју још грађанска филозофија може истурити против марксизма”), као и од стране самих марксиста.
Година 1968. била је важна и бурна година, како за људе, тако и за структурализам. Студентски и раднички протести потресали су цео свет, а они мајски у француској изазвали су прекретницу у развоју структурализма тј. удаљили га од оног класичног. Од тада структурализам представља постструктуралистички филозофски покрет који је у одређеној мери активан и данас.
Постструктурализам је за циљ имао да исправи недостатке класичног структурализма и да га унапреди, тако што га је критиковао. Карактеристичан за постструктурализам је прелазак са проучавања структуре на проучавање процеса које те структуре производе као своју последицу. Најважнији представници структурализма су Луј Алтисер и Мишел Фуко (друга фаза њиховог развоја), Жил Делез и Јулија Кристева.

## Однос структурализма и марксизма
У својој првој, предфилозофској, фази структурализам није имао додирних тачака са марксизмом.
У другој, филозофској тј. класичној, фази, структурализам и марксизам спаја Луј Алтисер и његова париска школа. Сам Алтисер не спада у структуралисте, јер је углавном критиковао тај правац, нарочито његову предфилозофску фазу и изјавио је да, иако користи структуралистичку терминологију у неким својим делима, он не припада структурализму.
Други структуралисти, као што су Мишел Фуко и Жил Делез, до 1968. Године оштро су критиковали марксизам, али су након тога ублажили своје критике.
Идеја постструктурализма је, у поређењу са структуралистичким, најближа марксизму.